# ۱۹۰۲

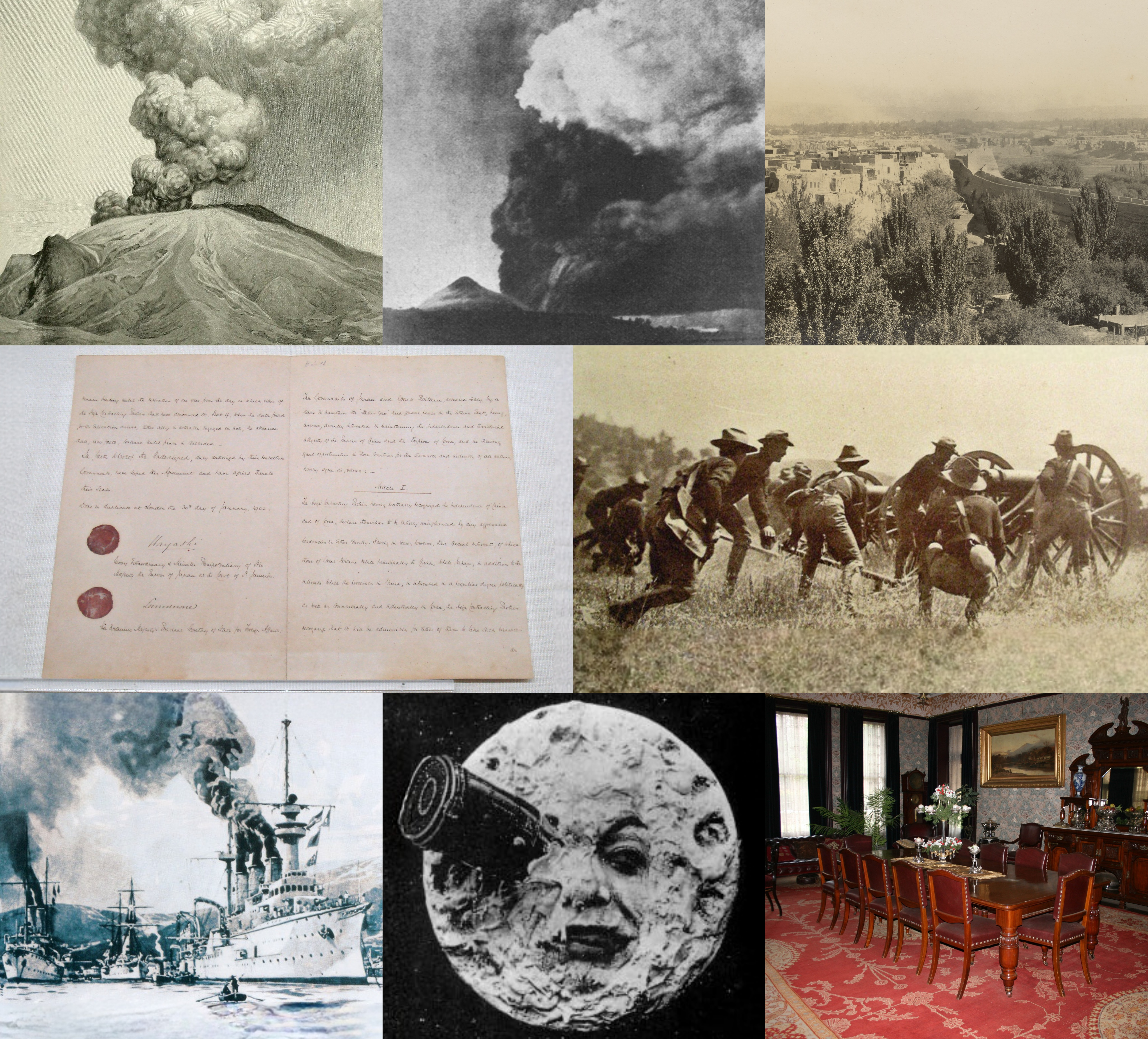
برخی از اتفاقات مهم در سال ۱۹۰۲ میلادی

## رویدادها
- تغیر نام باشگاه فوتبال نیوتن هیث به منچستر یونایتد
- استقلال کوبا
- تأسیس باشگاه فوتبال رئال مادرید

## زادروزها
- ۲۰ فوریه - انسل آدامز، عکاس آمریکایی.
- ۷ ژوئیه - ویتوریو دسیکا کارگردان و بازیگر ایتالیایی.
- ۲۸ ژوئیه - کارل پوپر، فیلسوف علم اتریشی-انگلیسی.
- ۸ اوت - پل دیراک: فیزیکدان و ریاضی‌دان بریتانیایی.
- ۲۴ یا ۲۲ سپتامبر - امام خمینی، رهبر جمهوری اسلامی ایران
- الکساندر لوریا، روان‌شناس روس.
- ۱۲ ژانویه – سعود بن عبدالعزیز، سیاست‌مدار کویتی (د. ۱۹۶۹)
- ۱۰ فوریه – والتر هاوسر براتین، فیزیک‌دان آمریکایی (د. ۱۹۸۷)
- ۹ مارس – ویل گیر، بازیگر آمریکایی (د. ۱۹۷۸)
- ۱۳ مارس – محمد عبدالوهاب (آهنگساز مصری)، بازیگر، خواننده، و آهنگساز مصری (د. ۱۹۹۱)
- ۲۱ مارس – سون هاوس، گیتاریست و خواننده آمریکایی (د. ۱۹۸۸)
- ۲۴ مارس – توماس دیویی، سیاست‌مدار و وکیل آمریکایی (د. ۱۹۷۱)
- ۲۸ مارس – فلورا رابسون، بازیگر بریتانیایی (د. ۱۹۸۴)
- ۲۳ آوریل – هالدور لاکسنس، زبان‌شناس، نویسنده، و مترجم آیسلندی (د. ۱۹۹۸)
- ۲۷ آوریل – هری استاکول، بازیگر و خواننده آمریکایی (د. ۱۹۸۴)
- ۳۰ آوریل – تئودور شولتز، اقتصاددان آمریکایی (د. ۱۹۹۸)
- ۲۸ ژوئن – ریچارد راجرز (آهنگساز)، آهنگساز آمریکایی (د. ۱۹۷۹)
- ۱۰ ژوئیه – کورت آلدر، شیمی‌دان آلمانی (د. ۱۹۵۸)
- ۲۲ اوت – لنی ریفنشتال، تهیه‌کننده، بازیگر، عکاس، و کارگردان آلمانی (د. ۲۰۰۳)
- ۲ اکتبر – لئوپولد فیگل، سیاست‌مدار و دیپلمات اتریشی (د. ۱۹۶۵)
- ۹ نوامبر – آنتونی اسکویت، کارگردان بریتانیایی (د. ۱۹۶۸)
- ۵ دسامبر – استروم ثورموند، قاضی، معلم، وکیل، و سیاست‌مدار آمریکایی (د. ۲۰۰۳)
- ۹ دسامبر – مارگارت همیلتون، بازیگر آمریکایی (د. ۱۹۸۵)
- ۱۴ دسامبر – فرنسیس باویر، بازیگر آمریکایی (د. ۱۹۸۹)
- ابی وید گری - مجموعه‌دار آمریکایی (د.۱۹۸۳)

## مرگ‌ها
- ۲۶ اکتبر - الیزابت کدی، فعال اجتماعی و حقوق زنان اهل ایالات متحده.
- ۲ آوریل – استر هوبارت موریس، قاضی آمریکایی (ز. ۱۸۱۴)
- ۱۲ آوریل – ماری آلفرد کورنو، فیزیک‌دان فرانسوی (ز. ۱۸۴۱)
- ۱۸ ژوئن – ساموئل باتلر، نویسنده بریتانیایی (ز. ۱۸۳۵)
- ۴ ژوئیه – ویوکاناندا، راهب و فیلسوف هندی (ز. ۱۸۶۳)
- ۶ سپتامبر – فردریک آبل، شیمی‌دان بریتانیایی (ز. ۱۸۲۷)
- ۱۹ سپتامبر – ماسائوکا شیکی، بازیکن بیسبال، نویسنده، و شاعر ژاپنی (ز. ۱۸۶۷)
- ۳ دسامبر – رابرت لاسون (معمار)، معمار نیوزلندی (ز. ۱۸۳۳)
- ۱۴ دسامبر – جولیا گرنت، سیاست‌مدار آمریکایی (ز. ۱۸۲۶)

## جوایز نوبل
- نوبل فیزیک: هندریک لورنتس و پیتر زیمان برای تأثیر مغناطیس بر تابش یا اثر زیمان.
- نوبل ادبیات: تئودور مومزن (آلمان).
- نوبل شیمی: هرمان امیل فیشر به خاطر کارهایش در تولید مصنوعی شکر و پورین.